# スティーヴ・ハウ・トリオ
スティーヴ・ハウ・トリオ（Steve Howe Trio）は、イエスのギタリスト、スティーヴ・ハウが率いるイギリスのジャズ・トリオ。ハウは、2007年に長男のディラン・ハウをドラム、ロス・スタンレーをハモンドオルガン担当として迎えバンドを結成した。

## 略歴
スティーヴ・ハウ・トリオは2007年にイギリス・ツアーを行った。セットリストにはジャズ・ギタリストのケニー・バレルの曲が含まれており、ハウがインスピレーションを受けたと認めている。2008年6月、トリオは再びツアーを行い、アルバム『The Haunted Melody』をリリースした。
2010年3月にはさらにツアーが行われ、ライブ・アルバム『Travelling』がリリースされた。このアルバムには、2008年にイギリスとカナダで行われた公演から録音された曲が含まれている。

## ディスコグラフィ

### アルバム
- The Haunted Melody (2008年)
- Travelling (2010年)
- 『ニュー・フロンティア』 - New Frontier (2019年) ※ビル・ブルーフォードが3曲で共作している